# GCP Community
Pour les articles homonymes, voir GCP.
GCP Community (Graphique-Chti Production Community) est à l'origine une communauté de création d'animations en 3D grâce aux moyens de Blender. Cependant, la communauté s'élargit de jour en jour, et propose un portail web en PHP qui contient :
- Un gestionnaire de news
- Un forum
- Un livre d'or
- Une boîte interne U2U
- Une galerie d'images (chaque utilisateur enregistré pouvant avoir sa galerie)
- Une zone d'administration
- La possibilité d'ajouter des rubriques complémentaires
- Un panneau de contrôle qui varie selon le statut

L'équipe de développement a axé le portail sur une simplicité d'administration et d'installation. Cependant, le programme est à l'heure actuelle en version BETA 1. De ce fait, un "bug reporter" a été créé. De plus, le site offre de nombreuses extensions et thèmes pour ajouter aux sources.

## Historique des versions
- GCP Community 1.0 (Version noyau) - Septembre 2005 - N'est plus téléchargeable
- GCP Community 1.0.11 - 26/10/2005 - Version beta téléchargeable
- GCP Community 1.10 - 29/10/2005 - Version stable